# Interpedia
Interpedia — хронологічно перша інтернет-енциклопедія, яка дозволяла будь-кому писати статті та додавати їх до центрального каталогу всіх сторінок.
Засновником Interpedia став Рік Гейтс, який 22 жовтня 1993 року сказав:

| Чим більше я про це думав, тим більше розумів, що такий ресурс, що містить загальні енциклопедичні знання, стане важливим об'єктом для досліджень і для всього мережевого співтовариства в цілому... Говорячи про учасників... де знайти авторів для написання потрібних статей? Ну, я б перш за все почав метод зв'язку з найширшим колом людей... від лінгвістів до молекулярних біологів... І Мережа надає саме таку аудиторію! Тому я серйозно це обдумав... ...і прийшов до висновку, що це гарна ідея! |
Термін Interpedia придумав Р. Л. Самуель, який брав участь у перших обговореннях цієї теми.
Обговорення спочатку проходило в поштовій розсилці, а в листопаді 1993 року на Usenet була створена група новин comp.infosystems.interpedia (див. ).
Були певні розбіжності з приводу того, якими мають бути сторінки — HTML, простий текст або ж повинні бути дозволені всі формати (наприклад, Gopher). Ще одним важливим моментом обговорення було питання про включення матеріалів інших інтернет-ресурсів безпосередньо в каталог Interpedia.
Зрештою, проєкт так і не залишив стадії планування і припинив існування в період вибухового стрибка всесвітньої павутини.